# 下司昌一
下司 昌一（げし まさかず、1939年 - ）は、日本のカウンセラー、臨床心理士。
栃木県生まれ、宇都宮大学学芸学部卒業、小・中学校教諭、市教育委員会指導主事。その間、小林純一（上智大学）にカウンセリングを学ぶ。その後、市立教育研究所副所長、小学校長、スクールカウンセラーを経て、明治学院大学心理学部教授、上智大学カウンセリング研究所兼任所員。認定カウンセラー・スーパーバイザー、特別支援教育士スーパーバイザー、臨床心理士。日本カウンセリング学会理事、日本カウンセリング学会・認定カウンセラー会会長。

## 著書
- 『相談室ものがたり 親・子・教師との出会いから』日本文化科学社 日文選書 1991
- 『カウンセラー日誌 教育相談室での出会いと別れ』金剛出版 2008

### 共編著
- 『登校拒否がわかる本 教師と親のためのハンドブック』神保信一共編著 日本文化科学社 1995
- 『カウンセリングの展望 今,カウンセリングの専門性を問う』編集代表 井上孝代,田所摂寿編 ブレーン出版 2005
- 『現場で役立つ特別支援教育ハンドブック』編集代表 石隈利紀,緒方明子,柘植雅義,服部美佳子,宮本信也編 日本文化科学社 2005
- 『特別支援教育をどう進め、どう取り組むか 小・中学校の課題整理』砥ツカ敬三共編著 ぎょうせい 2005
- 『特別支援教育の理論と実践 S.E.N.S養成セミナー』全3巻　特別支援教育士資格認定協会 編 上野一彦,竹田契一共監修 金剛出版 2007

## 論文
- Cinii

## 注
1. ↑  『カウンセラー日誌』著者紹介